# Tempesta tropical Lee (2005)
Tempesta tropical Lee va ser una dèbil tempesta de la temporada d'huracans de l'Atlàntic del 2005 que aconseguia la intensitat d'una tempesta tropical a finals d'agost sobre l'Atlàntic central. Va ser la dotzena tempesta declarada de la temporada i va ser gran part de la seva existència com una depressió tropical o com un romanent de baixes pressions.
La tempesta tropical Lee es formà inicialment a l'est de les Petites Antilles com una depressió tropical el 28 d'agost, abans que degenerés en un romanent de baixes pressions l'endemà. La baixa es movia cap al nord i transitòriament aconseguia l'estatus de tempesta tropical el 31 d'agost, quan es movia al voltant d'un sistema no tropical, on la presència d'aquest dificultà els pronòstics. La tempesta tropical Lee finalment va degenerar en un romanent de baixes pressions el 2 de setembre i posteriorment, va ser absorbida per un front fred. Al llarg de la breu vida de la tempesta tropical Lee mai va arribar a tocar terra.